# Supermarionation
 (août 2015).
Si vous disposez d'ouvrages ou d'articles de référence ou si vous connaissez des sites web de qualité traitant du thème abordé ici, merci de compléter l'article en donnant les références utiles à sa vérifiabilité et en les liant à la section « Notes et références ».

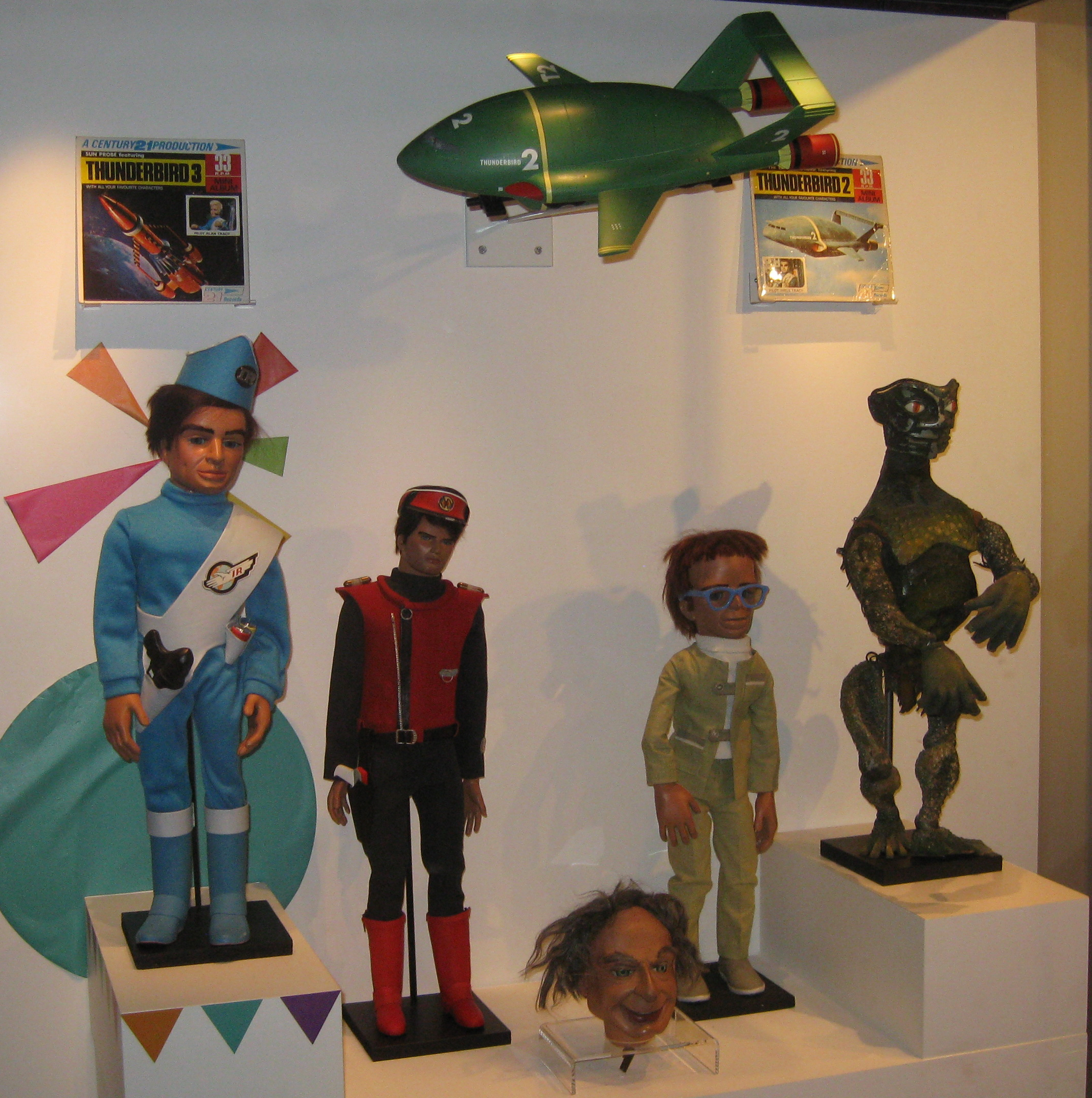
Marionnettes.

La Supermarionation est un procédé mis au point par le réalisateur britannique Gerry Anderson pour sa première série proprement dite Four Feather Falls (1960) puis sa première série de science-fiction, Supercar (1961-1962) et popularisée surtout par Les Sentinelles de l'air (Thunderbirds, 1965-1966).
Ce procédé induit l'utilisation de marionnettes très détaillées, manipulées du dessus par une série de câbles métalliques extrêmement fins, qui jouent à la fois le rôle de fils de guidage et de conducteurs électriques pour le contrôle de certains systèmes électroniques contenus dans la marionnette. La tête de la poupée est notamment équipée d'un moteur à solénoïde permettant une synchronisation précise des mouvements des lèvres avec les dialogues préenregistrés. Ces personnages évoluent dans des décors soignés à leur échelle et les différents véhicules futuristes mis en scène sont des maquettes radioguidées ou suspendues à des câbles.
Parmi les principales séries télévisées utilisant ce procédé, on peut citer encore : Fusée XL5 (Fireball XL5, 1962-1963), Stingray (Stingray, 1964-1965), Capitaine Scarlet (Captain Scarlet and the Mysterons, 1967-1968), Joe 90 (1968-1969) et enfin Service secret (The Secret Service, 1969). En 1973 est tourné également l'épisode pilote d'une série qui n'aboutira jamais, The Investigator.

## Description
Les premières séries utilisent des marionnettes aux proportions inexactes (tête légèrement disproportionnée en raison du moteur à solénoïde), mais dès 1967, Anderson pousse plus loin le perfectionnement de sa technique dans Capitaine Scarlet, en introduisant des marionnettes aux proportions précises, véritables répliques miniatures d'être humains.
L'aspect le moins crédible de ces marionnettes reste toutefois leur démarche, très artificielle. Pour pallier cet inconvénient, les mouvements sont généralement limités, les personnages étant filmés assis ou bien immobiles, ou encore utilisant des moyens de locomotion « personnels », tel par exemple le commandant Shore dans Stingray, qui se déplace sur un aéroglisseur miniature en raison de sa paralysie. À partir de Capitaine Scarlet, les marionnettes ne seront pratiquement plus vues en mouvement, et davantage filmées assises ou en gros plan.
Dans de nombreux cas, les marionnettes étaient sculptées de manière à ressembler aux acteurs qui leur prêtaient leur voix, ou encore à certaines célébrités du moment. Le profil de Lady Pénélope, dans Les Sentinelles de l'air, rappelle ainsi celui de Sylvia Anderson, épouse du réalisateur ; de même, Troy Tempest, héros de Stingray passe pour avoir été modelé avec les traits de Cary Grant.

## Filmographie
Ce qui suit est une liste de toutes les productions Supermarionation.
- Four Feather Falls (1960)
- Supercar (1961-1962)
- Fusée XL5 (1962-1963)
- L'Escadrille sous-marine (1964-1965)
- Les Sentinelles de l'air (1965-1966)
- L'Odyssée du cosmos (1966)
- Capitaine Scarlet (1967-1968)
- Thunderbirds et Lady Pénélope (1968)
- Joe 90 (1968-1969)
- Service secret (1969)

## Dérivés
La technique de la Supermarionation sera aussi utilisée à travers plusieurs autres productions :
- dès le début, les personnages d'Anderson ont été réutilisés dans la publicité, présentant notamment des produits de consommation courante (céréales Kellogg's, glaces Lyons Maid) souvent destinés à la jeunesse. De nos jours, certaines publicités font encore usage de ces marionnettes ;
- en 1962, Arthur Provis et Roberta Leigh, transfuges du studio d'Anderson, mettent en scène leurs propres personnages dans une série de 39 épisodes : Space Patrol. Deux ans plus tard, ils réalisent également l'épisode pilote d'une série similaire, intitulée Paul Starr ; la série, cependant, ne verra jamais le jour ;
- en 1979, en réponse au succès des séries d'Anderson, la télévision sud-africaine produira Interster, série de science-fiction inventive qui modernise largement le procédé de la Supermarionation et bénéficie d'effets spéciaux remarquables ;
- en 1983, Anderson met en chantier une nouvelle série, Terrahawks, où voit le jour une nouvelle génération de marionnettes animatroniques rappelant par certains points celles créées par Jim Henson, père du Muppet Show. La technique employée ici porte le nom de Supermacromation, les personnages étant nettement plus grands (à noter que les marionnettes utilisées pour cette série ressemblent étrangement à celles d'Interster) ;
- en 1986, Anderson réalise l'épisode pilote de la série Space Precinct ; originellement titré Space Police, ce pilote met en scène des personnages humains et des acteurs en costume relayés pas des marionnettes animatroniques complexes, proches de celles de Terrahawks. Cependant, un grand nombre de personnages de l'épisode pilote ne seront pas conservés dans la série finale ;
- en 1991, le clip de la chanson Calling Elvis de Dire Straits utilise de nombreux extraits issus de la série Les Sentinelles de l'air, mêlés à des séquences originales également réalisés en Supermarionation, et d'autres en prise de vues image par image ;
- en 2004, le film Team America, police du monde modernise en partie cette technique ;
- en 2018, l'épisode pilote d'une nouvelle série voit le jour, réalisé à l'initiative du fils de Gerry Anderson (Jamie Anderson) à la suite d'une campagne Kickstarter ; baptisée Firestorm, ce remake d'une série animée de 2001 pousse le procédé de la Supermarionation vers un point de complexité encore inégalé : les marionnettes y sont contrôlées grâce à une série de tiges et de câbles, et manipulées à vue par plusieurs animateurs qui sont ensuite « gommés » numériquement en post-production, ce qui permet une très grande mobilité. Elles incluent en outre des servomoteurs faciaux permettant une grande variété d'expressions. Fidèle aux productions antérieures, Firestorm est réalisé majoritairement à base de maquettes et d'effets spéciaux classiques, et n'inclut qu'un minimum d'effets numériques[1].

La Supermarionation a également connu plusieurs incarnations au Japon, parallèlement au succès des productions de Gerry Anderson et à l'initiative de Kinosuke Takeda, un marionnettiste célèbre qui a réalisé trois séries de science-fiction successives : Spaceship Silica (Uchuusen Shirika) en 1960, Le Commando de la Voie Lactée (Ginga Shonentai, en collaboration avec Osamu Tezuka, qui mêle marionnettes et séquences d'animation classique) en 1963, et Aerial City 008 (Kushu Toshi 008) en 1969. Ces trois séries sont considérées en grande partie perdues. Bien plus tard, une autre série de science-fiction a vu le jour au Japon : nommée Bomber X, elle met en scène des marionnettes similaires à celles d'Anderson, à travers un scénario de Go Nagai, créateur de Goldorak. En 2016, une coproduction taïwano-japonaise voit le jour à l'initiative de Chris et Jia-Shiang Wang de Pili International Multimedia, et Gen Urobuchi de Nitroplus. Baptisée Thunderbolt Fantasy (東離劍遊紀- Sandāboruto Fantajī: Tōriken Yūki), cette série de medieval fantasy met en scènes des marionnettes traditionnelles du théâtre taïwanais, et inclut des scènes de combat à l'épée particulièrement spectaculaires et réussies.